# Де Росси, Барбара
Ба́рбара Де Ро́сси (родилась 9 августа 1960 года в Риме) — итальянская актриса, много снималась на итальянском телевидении и в кино в разных странах.

## Биография
Барбара Де Росси родилась в 1960 году в Риме в семье итальянца, импортера вина, и немки. Детство провела в Римини.
В возрасте 15 лет режиссер Альберто Латтуада заметил Де Росси на конкурсе красоты. Ее дебют в кино состоялся в фильме Латтуады «Такая, как ты есть» (1978) вместе с Марчелло Мастроянни и Настасьей Кински. Затем она сыграла в фильме Латтуады «Крикет» в 1980 году. В 1983 году она сыграла Брадаманте, знаменитую воительницу, в фильме «Сердца и доспехи» режиссера Джакомо Баттиато. К середине 1980-х годов она стала получать англоязычные роли, такие как роль греческой рабыни в телевизионном мини-сериале Quo Vadis Кларетта Петаччи, роль любовницы Муссолини в документальном фильме о Муссолини «Муссолини и я», в котором также снялись актеры Энтони Хопкинс (в роли графа Галеаццо Чиано) и Боб Хоскинс (в роли Муссолини). В 1984 году снялась в итальянском детективном сериале «Спрут». В 1990 году Де Росси сыграла Нису, проститутку на Монмартре во французском фильме Клода Шаброля «Тихие дни в Клиши», поставленном по полуавтобиографическому роману Генри Миллера, основанному на его жизни в Париже. С момента своего дебюта Де Росси работала в кино, театре и на телевидении, снялась вместе с Рэем Лавлоком в телевизионном фильме «Марко и Джулия».
В 1994 году Де Росси удостоилась награды Донателло «Давид» за лучшую женскую роль за участие в комедии «Сентиментальные маньяки».
Де Росси была судьей на юношеском шоу талантов на телеканале Rai 1 с 2008 года.
В 1988 году Де Росси вышла замуж за Андреа Бусири Вичи, наследника знаменитой династии архитекторов. Они развелись в 1990 году. Второй муж Де Росси — танцовщик Бранислав Тесанович, от которого у нее есть дочь.
Де Росси является почетным президентом «Гражданских прав», организации по защите гражданских прав женщин и детей.

## Фильмография
| Фильм                                                        | Оригинальное название                    | Роль                          |
| ------------------------------------------------------------ | ---------------------------------------- | ----------------------------- |
| Il bello delle donne... alcuni anni dopo (мини-сериал, 2017) | Il bello delle donne... alcuni anni dopo | Larissa                       |
| Il Criminologo (2016)                                        | Il Criminologo                           | Grazia Deledda                |
| Со всей любовью, которая у меня есть (2014)                  | Con tutto l'amore che ho                 | Lisa's mother                 |
| Университет – больше, чем просто друзья (2013)               | Universitari - Molto più che amici       | Angela Mastropasqua           |
| Пупетта: Мужество и страсть (мини-сериал, 2013)              | Pupetta: Il coraggio e la passione       | Elvira                        |
| Та и другая (ТВ, 2012)                                       | L'una e l'altra                          | Lucia                         |
| Три розы Евы (сериал, 2012 – ...)                            | Le tre rose di Eva                       | Eva Taviani                   |
| Жизненный ход (ТВ, 2012)                                     | La vita che corre                        | Francesca Renzi               |
| Napoli milionaria (ТВ, 2011)                                 | Napoli milionaria                        | Amalia Jovine                 |
| Fratelli Benvenuti (сериал, 2010)                            | Fratelli Benvenuti                       | Teresa Benvenuti              |
| Свадьба на Багамах (2007)                                    | Matrimonio alle Bahamas                  | Maga                          |
| Честь и уважение (сериал, 2006 – ...)                        | L'onore e il rispetto                    | Fania Salice                  |
| Amiche (мини-сериал, 2004)                                   | Amiche                                   | Бетта                         |
| Сезон преступности (сериал, 2004 – ...)                      | La stagione dei delitti                  | Anita Sciortino               |
| Воскресный обед (2003)                                       | Il pranzo della domenica                 | Barbara Proietti              |
| Бабий Яр (2003)                                              |                                          | Наталья Лернер                |
| Дом ангела (ТВ, 2002)                                        | La casa dell'angelo                      | Carla Mayer                   |
| Чувство вины (ТВ, 2000)                                      | Senso di colpa                           | Giulia                        |
| Возвращайся домой (ТВ, 1999)                                 | Torniamo a casa                          |                               |
| Пансион для иностранцев (1998)                               | A Bedfull of Foreigners                  | Ursula Dieterman              |
| Миссия (ТВ, 1998)                                            | La missione                              | Франческа                     |
| В самое сердце (ТВ, 1997)                                    | In fondo al cuore                        | Лаура Санти                   |
| Дом, где живет Коринна (ТВ, 1996)                            | La casa dove abitava Corinne             | Doriana Polis                 |
| История Кьяры (ТВ, 1995)                                     | La storia di Chiara                      | Кьяра                         |
| Розовый колибри (1995)                                       | Vörös Colibri                            | Anna                          |
| Сентиментальные маньяки (1994)                               | Maniaci sentimentali                     | Мара                          |
| Черешневый сад (1992)                                        | Il giardino dei ciliegi                  | Vania                         |
| В розовом саду (1990)                                        | Nel giardino delle rose                  | Соня                          |
| La storia spezzata (мини-сериал, 1990)                       | La storia spezzata                       | Кьяра                         |
| Тихие дни в Клиши (1990)                                     | Jours tranquilles à Clichy               | Nys                           |
| Сегодня я тоже выиграю (ТВ, 1989)                            | Oggi ho vinto anch'io                    |                               |
| Красный оркестр (1989)                                       | L'orchestre rouge                        | Georgie                       |
| Angela come te (1988)                                        | Angela come te                           | Angela                        |
| Вечная молодость (ТВ, 1988)                                  | L'eterna giovinezza                      |                               |
| Вампир в Венеции (1988)                                      | Nosferatu a Venezia                      | Helietta Canins               |
| Три дня в тропиках (1988)                                    | Tre giorni ai tropici                    | Vanessa Valverde              |
| Я приду, чтобы забрать своего кота (1987)                    | Vado a riprendermi il gatto              |                               |
| Конопатый Макс и привидения (1987)                           | Pehavý Max a strasidlá                   | Клара                         |
| Человек против человека (ТВ, 1987)                           | Uomo contro uomo                         | Мария Мадео                   |
| Карамель от незнакомца (1987)                                | Caramelle da uno sconosciuto             | Лена                          |
| Тетя Франкенштейна (сериал, 1986)                            | Teta                                     | Клара                         |
| Кровные узы (ТВ, 1986)                                       | Il cugino americano                      | Louisa Masseria               |
| Патефон (1985)                                               | Juke box                                 |                               |
| Муссолини и я (мини-сериал, 1985)                            | Mussolini and I                          | Claretta Petacci              |
| Мама Эбе (1985)                                              | Mamma Ebe                                | Лаура Бонетти                 |
| Кво Вадис (мини-сериал, 1985)                                | Quo Vadis?                               | Eunice                        |
| Спрут (мини-сериал, 1984)                                    | La piovra                                | Рафаэлла Печчи Шалойя (Титти) |
| Лейтенант и его судья (ТВ, 1984)                             | The Devil's Lieutenant                   | Marianne Dorfrichter          |
| Я доволен (1983)                                             | Son contento                             | Паола                         |
| Сердца и доспехи (1983)                                      | I paladini - Storia d'armi e d'amori     | Bradamante                    |
| История любви и дружбы (мини-сериал, 1982)                   | Storia d'amore e d'amicizia              | Рина                          |
| Turno di notte (ТВ, 1981)                                    |                                          | Лилли                         |
| Цикада (1980)                                                | La cicala                                | Saveria, la figlia di Wilma   |
| Такая, как ты есть (1978)                                    | Così come sei                            | Ilaria Marengo                |